# کونیولی
کونیولی (به ایتالیایی: Cugnoli) یک کومونه در ایتالیا است که در استان پسکارا واقع شده‌است.

## خصوصیات
کونیولی ۱۵ کیلومترمربع مساحت و ۱٬۶۳۱ نفر جمعیت دارد و ۳۳۱ متر بالاتر از سطح دریا واقع شده‌است.